# Bourgoyen-Ossemeersen
De Bourgoyen-Ossemeersen is een natuurreservaat in de Belgische stad Gent. Het gebied ligt grotendeels in de deelgemeente Mariakerke en beslaat 230 hectare. Het bestaat uit vochtige graslanden met sloten en grachten. Het reservaat is een zeer belangrijk overwinteringsgebied voor vogels.
Over de jaren heen heeft de stad Gent de gronden van privé-eigenaars aangekocht, waardoor het vogelreservaat nu zo goed als stadseigendom is. Het gebied werd in 1978 beschermd als landschap.

## Etymologie en Historiek
Zoals de naam aangeeft, bestaat dit reservaat uit twee domeinen, de Bourgoyen enerzijds in het noorden en de Ossemeersen anderzijds in het zuiden. Het noordelijke deel wordt reeds vermeld in documenten van de 14de eeuw, alwaar het de benaming Bergoye heeft, wat etymologisch gezien uit twee onderdelen bestaat: "berg" als zanderige hoogte, en "ooie" voor de lagergelegen graslanden. Na de Graven van Vlaanderen, eigenaar in de 14de eeuw, gaat het domein in handen van de Hertogen van Bourgondië die deze naam verfransen tot zijn huidige vorm. Het zuidelijke deel, de Ossemeersen bestaat eveneens etymologisch uit twee onderdelen: "Osse" wat verwijst naar een os, en "meersen" wat een benaming is voor een moeras of laaggelegen weiland. Deze meersen maken trouwens deel uit van een geheel van aangesloten gebieden die het woord "meers" als benaming bevat, waaronder de Blaarmeersen en de Drongense Meersen.
Voor de aanleg van de Ringvaart rond Gent, was het gebied een overstromingszone van de Leie, waarbij tijdens de wintermaanden praktisch de gehele Bourgoyen-Ossemeersen onder water stond. Door de aanleg van de Ringvaart wordt het meeste water van de Leie afgevoerd vooraleer zij dit gebied binnenkomt. De jaarlijkse overstromingen worden nu nagebootst door vanaf de herfst het regenwater niet meer af te voeren. Op die manier overstroomt het gebied. Pas vanaf maart wordt het water langzaam afgevoerd via sluisjes en een pompinstallatie bij de oude Hoosmolen.

## Beschrijving van het gebied
Door dit wetland lopen drie wandelpaden, waarvan de langste rond het gehele gebied gaat en 5,5 km bedraagt. Vertrekkend van het natuurcentrum aan de Driepikkelstraat vertrekt dit pad in het Noorden door de Bourgoyen, om dan in het westen langs de geluidswal aan de R4 verder te gaan, in het zuiden wordt dit een smaller wandelpad langs de noordelijke rand van de Ossemeersen en keert in het oosten weer terug naar het natuurcentrum via wandelwegen langs en op een oude spoorwegberm. Deze is een restant van de spoorlijn tussen Gent en Zelzate waarvan het stuk naar het Sint-Pietersstation werd aangelegd voor de Wereldtentoonstelling in Gent van 1913. Langs deze spoorwegberm zijn overigens nog sporen van kraters te zien, veroorzaakt door geallieerde bombardementen tijdens de Tweede Wereldoorlog. Langs dit wandelpad komt men voorbij twee vogelkijkhutten, één in het Noorden en één in het Zuiden.
Centraal op het hoogste punt in de Bourgoyen ligt de hoeve Valkenhuis, een historische nederzetting uit de Middeleeuwen in dit natuurgebied. Zoals de naam het zegt, waren valken hier thuis; ze werden hier afgericht voor de jaarlijkse valkenjacht van de graven Van Vlaanderen. De hoger gelegen hoeve en zijn directe omgeving loopt niet onder tijdens de jaarlijkse overstromingen. In de jaren 60 en 70 voor de bescherming als natuurgebied was “Valkenhuis” een plek voor enkele Gentse scholen zoals het Sint-Barbaracollege om te komen sporten, voornamelijk voetballen.
Geluidshinder en rustverstoring, voornamelijk door de nabijgelegen ringweg R4, noopten tot een globaal plan van aanpak voor het vogelreservaat. In de afgelopen jaren werd het heringericht en aan de grenzen werden geluidsschermen opgericht.
In 2007 werd het natuurreservaat een tijdje gesloten nadat bleek dat in het grind voor de heraanleg van de paden asbest zat. Na enkele weken bleek uit onderzoek (onder meer van luchtstalen) dat het om een ongevaarlijke vorm van asbest ging, toch zal het asbest uit deze paden verwijderd worden. Aan de ingang bij de Driepikkelstraat staat een stedelijk milieu- en infocentrum dat in de jaren 2006-2007 werd herbouwd.

## Slobeend
Hier verblijft regelmatig meer dan 1% van de Noordwest-Europese populatie van slobeenden. Hierdoor komt het natuurgebied in aanmerking voor een aanduiding als Ramsargebied. Dat is een drasland dat van internationaal belang is voor de overwinterende watervogels.

## Nog andere vogelsoorten

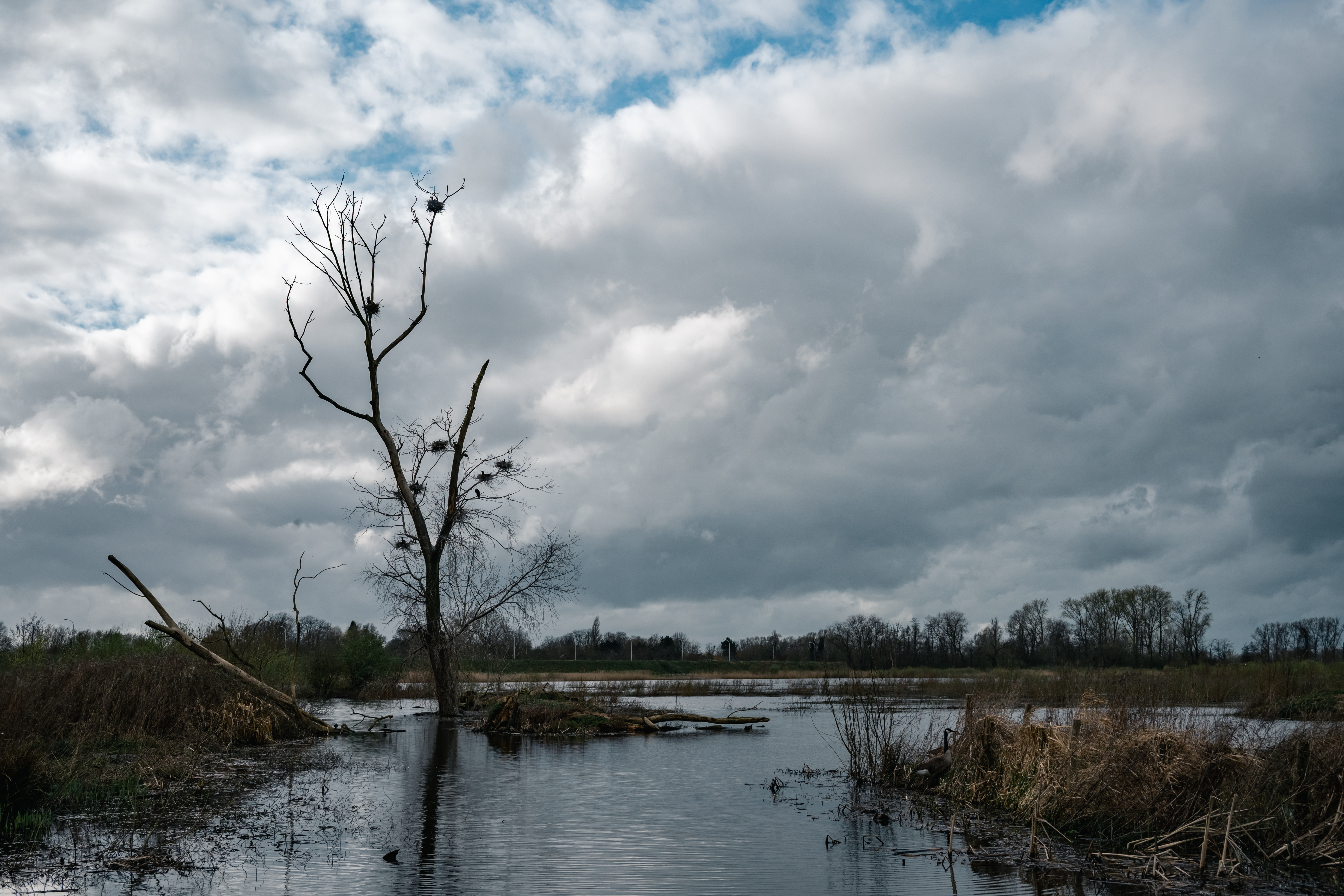
Boom met aalscholvernesten

aalscholver, bergeend, blauwborst, boomvalk, bosrietzanger, bosuil, Cetti's zanger, dodaars, fuut, grutto, ijsvogel, kemphaan, kievit, kleine bonte specht, kleine karekiet, koekoek, krakeend, kuifeend, matkop, pijlstaarteend, rietgors, rietzanger, smient, sperwer, sprinkhaanzanger, tafeleend, watersnip, wintertaling, wulp.

## Canadese Ganzen-probleem
Sinds in 1993 de eerste koppels Canadese ganzen zijn gaan broeden, is deze populatie inmiddels een ernstig probleem geworden. De ganzen brengen schade aan, verdringen de inheemse soorten en produceren massa's uitwerpselen, die de bodem aantasten. Men tracht sinds 2001 het probleem onder controle te krijgen door eieren te vernietigen.

## Hoosmolen
Aan de rand van het natuurreservaat staat de Hoosmolen, een beschermd monument sinds 1994. Deze ontwateringsmolen of poldermolen is al in 1316 in notariële akten terug te vinden en is daarmee de eerste in zijn soort. Hoogstwaarschijnlijk was er een oorspronkelijke molen in de 12e eeuw die zorgde voor de ontwatering van Bourgoyen-Ossemeersen waarbij het overtollige water via de Grijtgracht (vroeger Rietgracht genoemd) werd geloosd in de hoger gelegen Leie. Anno 2009 is dit stuk van de Leie afgesneden van haar bovenloop.

## Fotogalerij

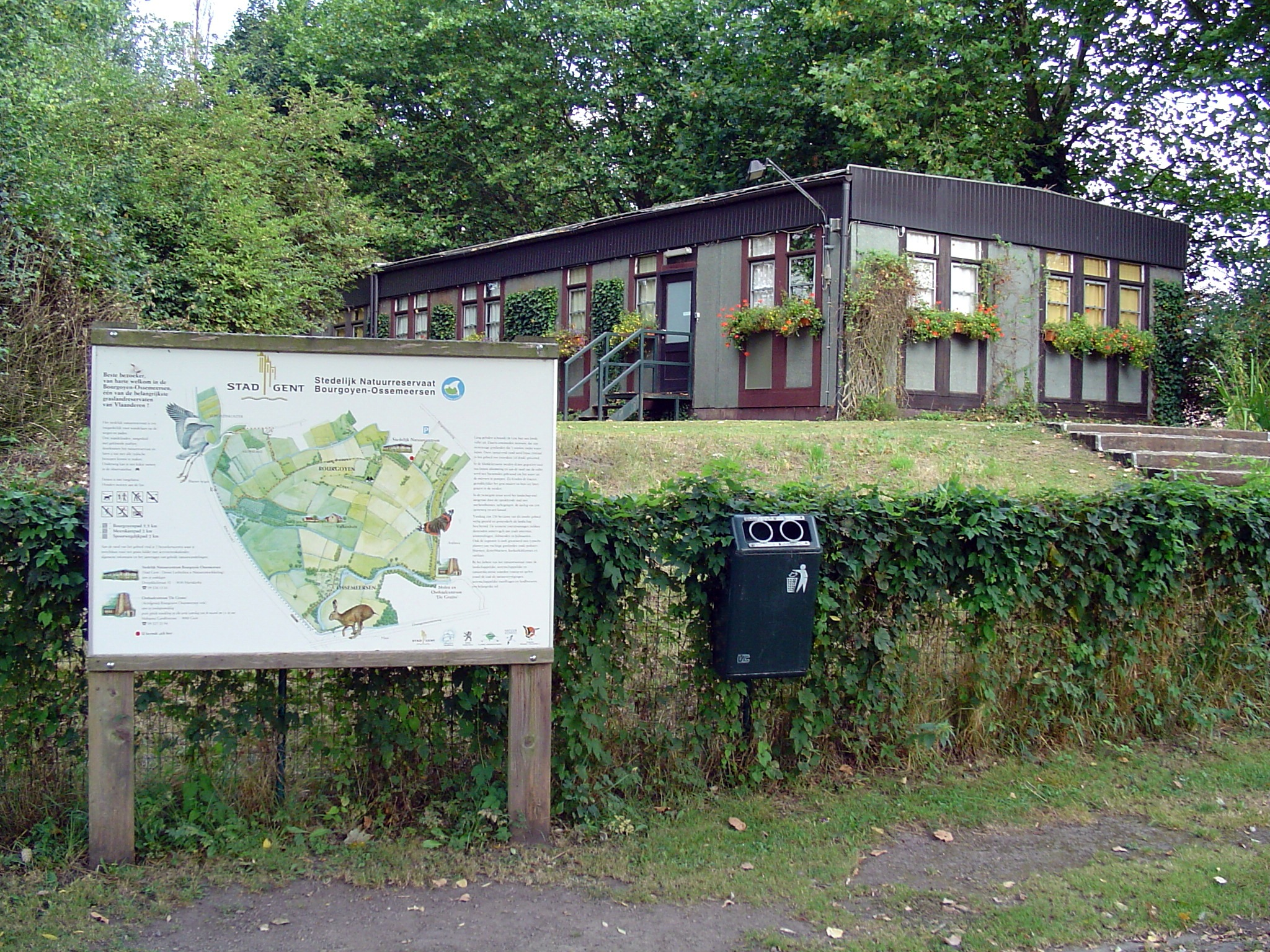
Het oude milieucentrum van het Natuurreservaat Bourgoyen-Ossemeersen
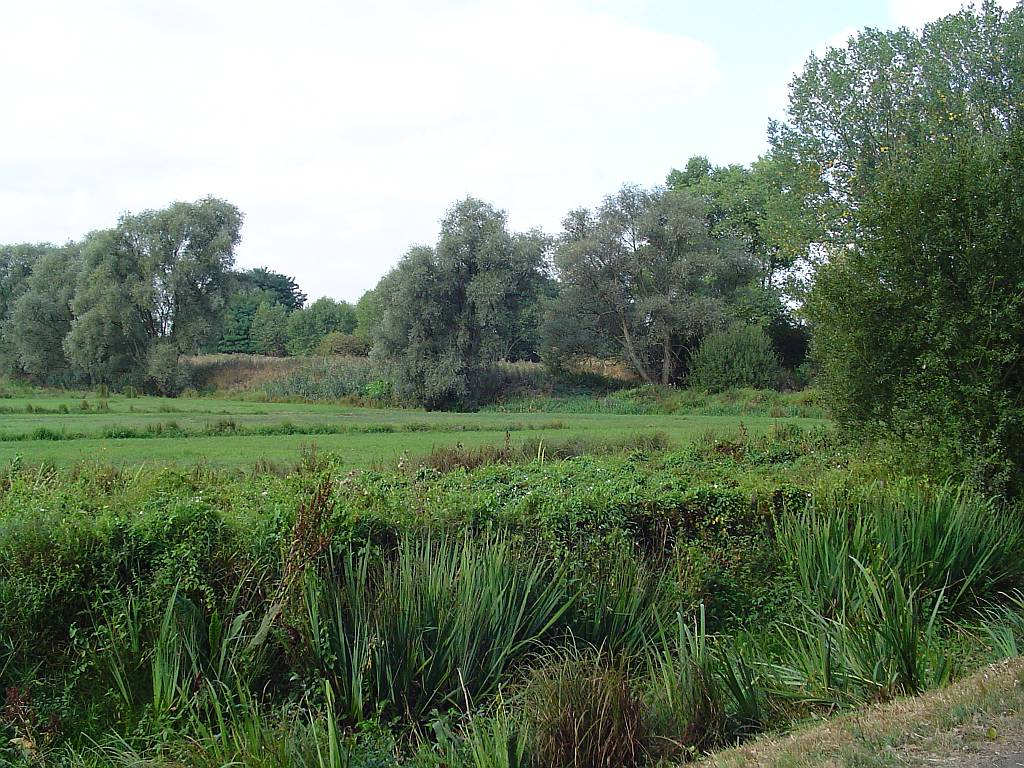
Natuurreservaat Bourgoyen-Ossemeersen
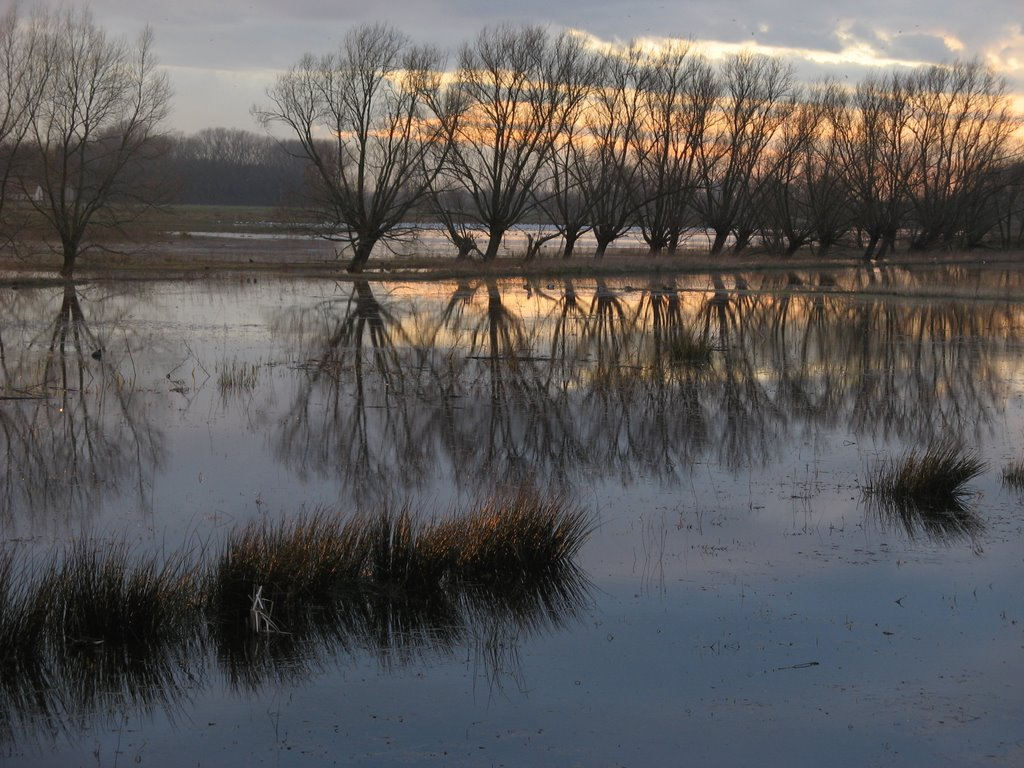
Zonsondergang in de Bourgoyen
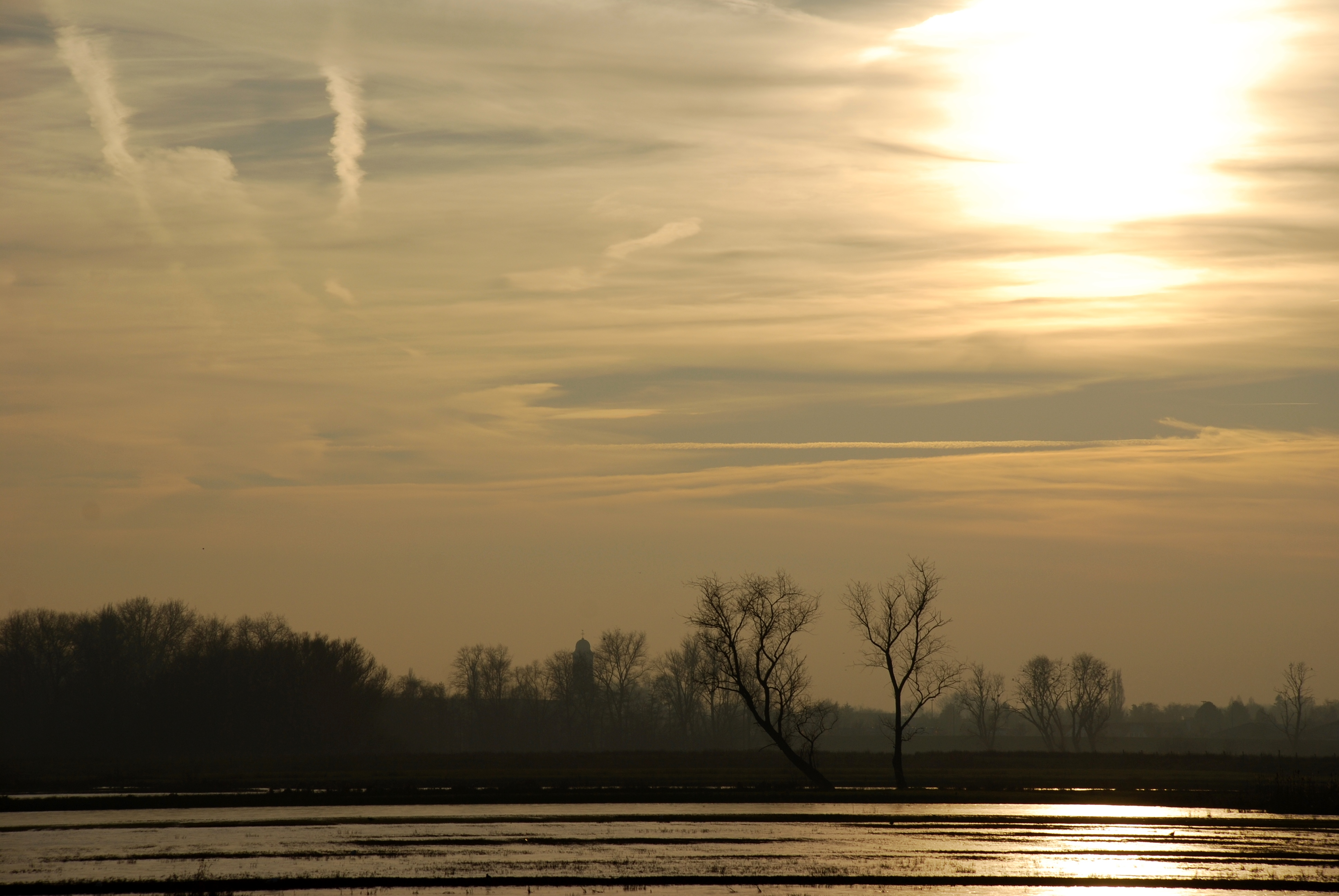
De Bourgoyen in de herfst
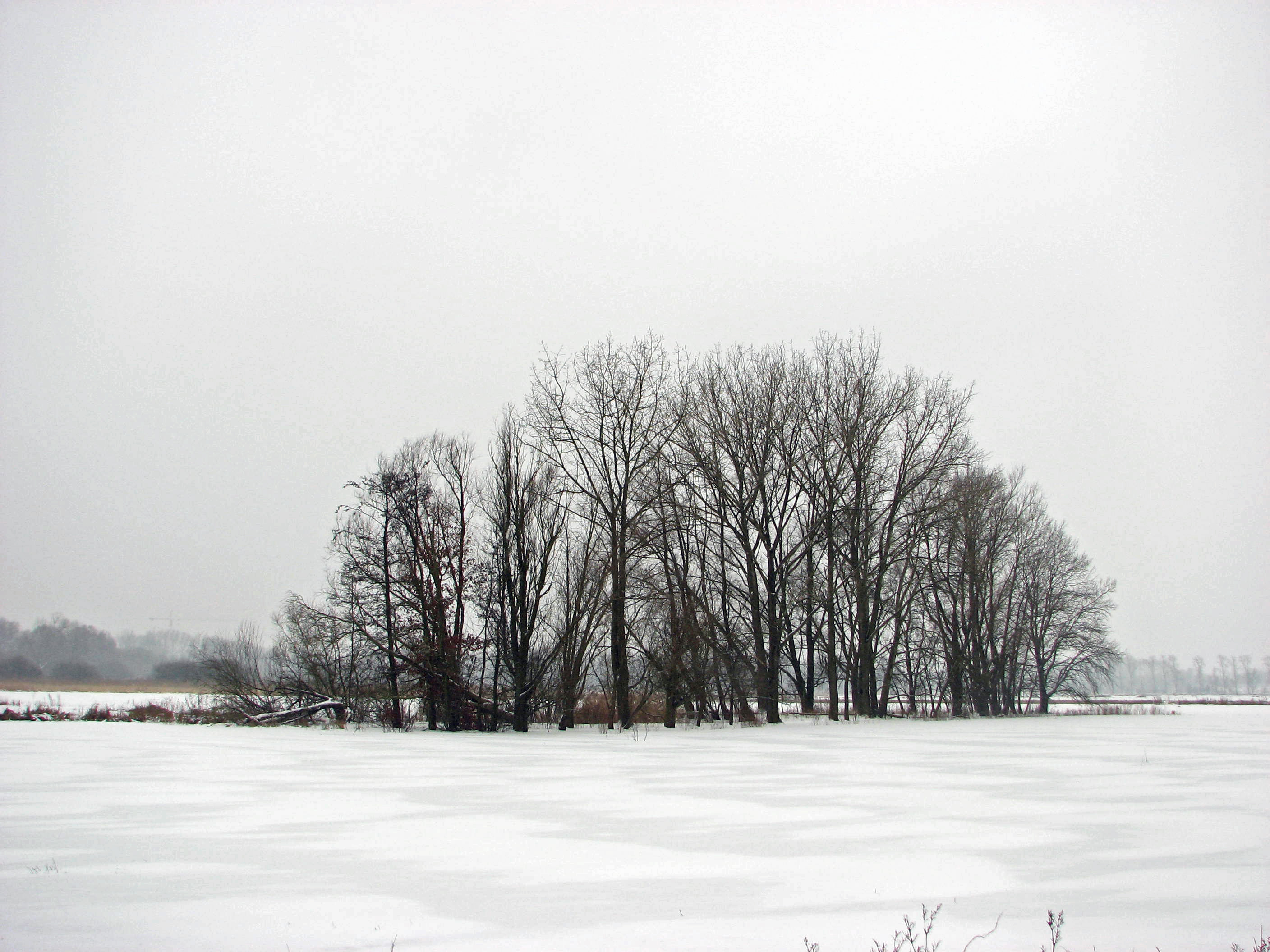
De Bourgoyen in de winter
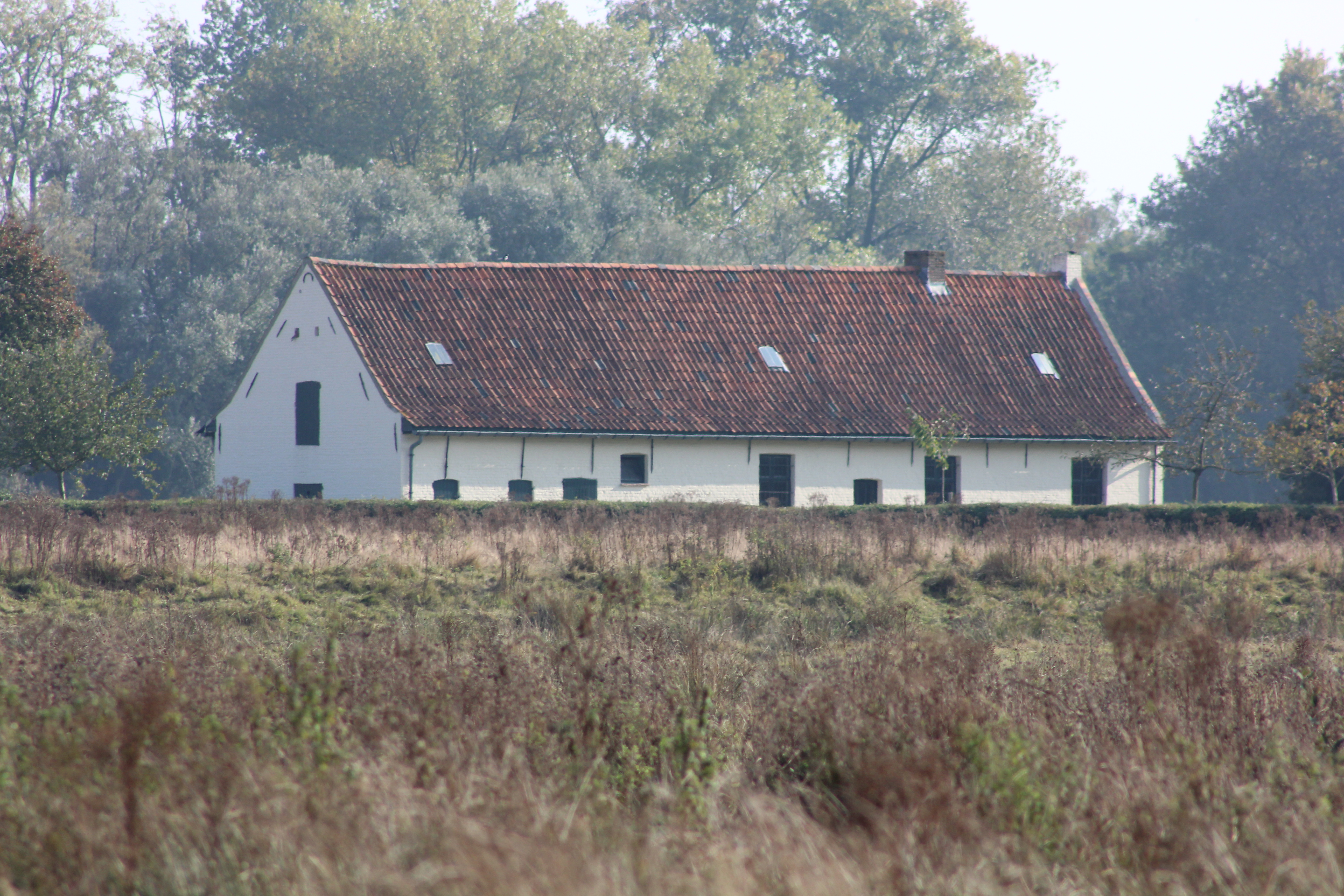
Valkenhuishoeve. Het enige resterende gebouw in het natuurreservaat Bourgoyen-Ossemeersen, gelegen op het hoogste punt
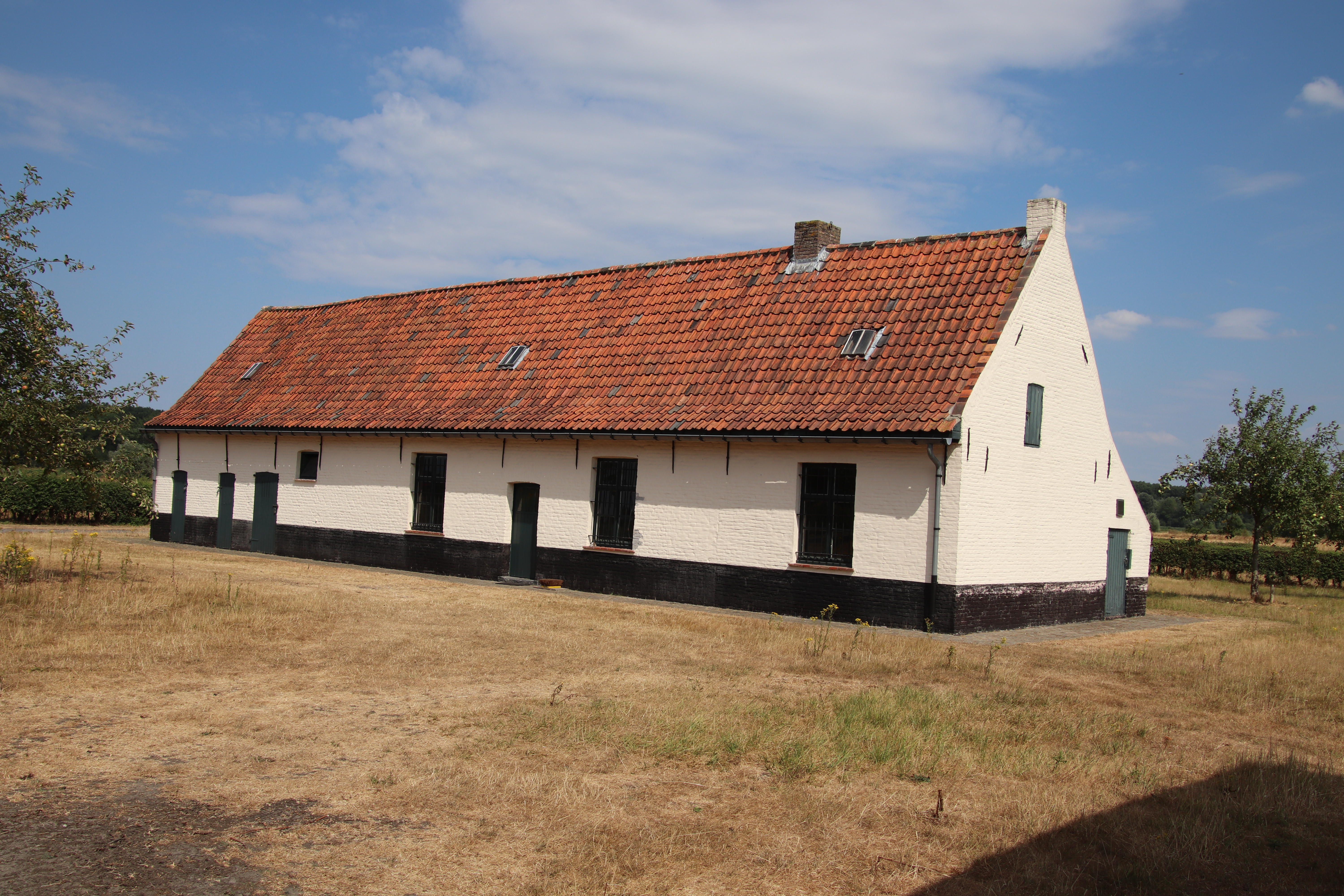
tijdens de Gentse Feesten 2018, dichtbij (met toestemming) de Valkenhuishoeve (hoofdgebouw)